# Dainhat
Dainhat (en bengalí: দৈনহাট ) es una ciudad de la India, en el distrito de Bardhaman, estado de Bengala Occidental.

## Geografía
Se encuentra a una altitud de 19 m s. n. m. a 306 km de la capital estatal, Calcuta, en la zona horaria UTC +5:30.

## Demografía
Según estimación 2010 contaba con una población de 24 262 habitantes.